# Poed

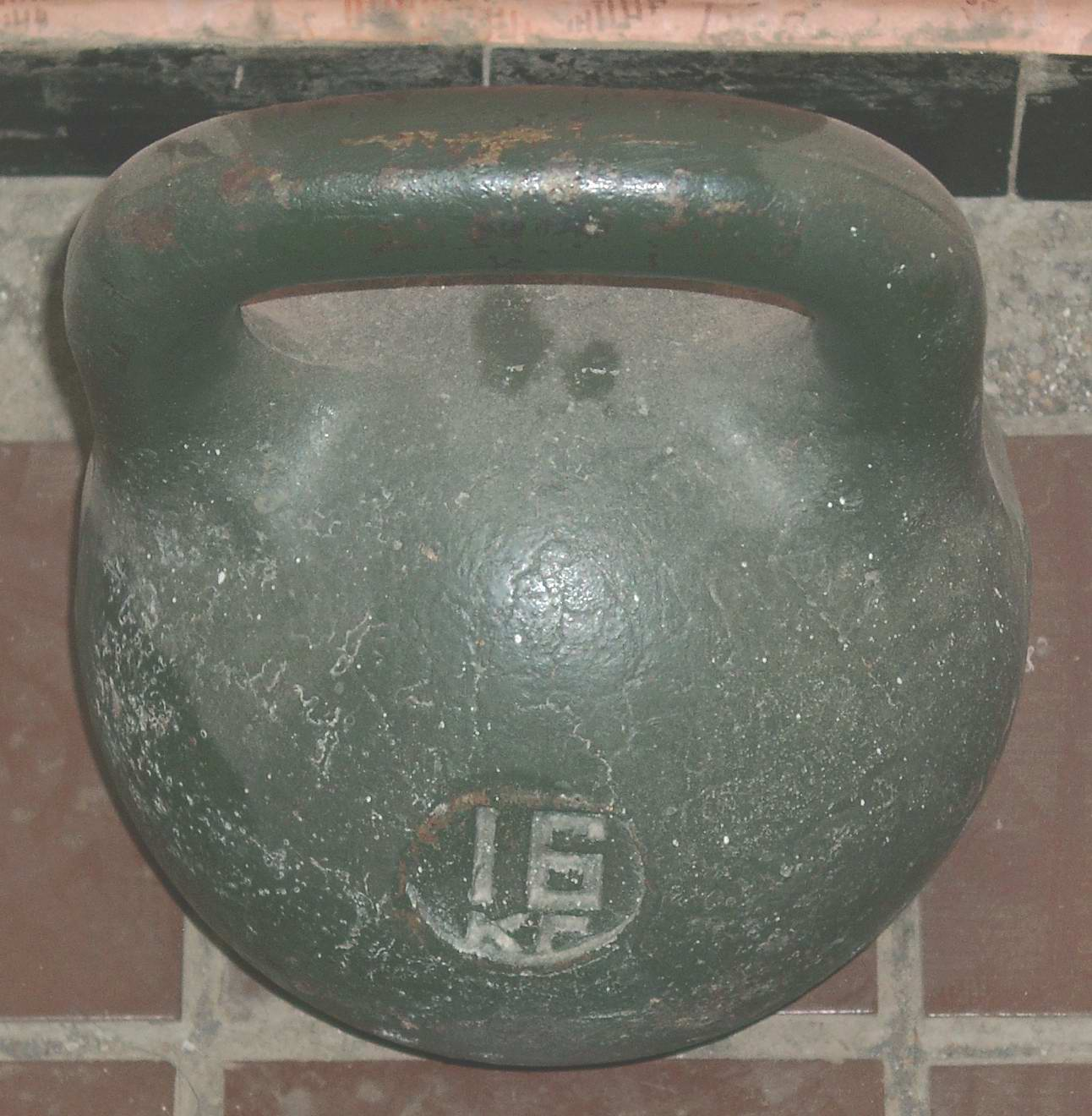
Een kettlebell met een massa van 16 kg, dat historisch poedovoj werd genoemd

Poed (Russisch: пуд) is een eenheid van massa, die werd gebruikt in Rusland, Wit-Rusland en Oekraïne met een gelijk aan 40 foent (Russische pond: zie verder); ongeveer 16,38 kg. De poed werd het eerst genoemd in een document van Vsevolod Mstislavitsj van Novgorod en Pskov uit 1134. Samen met andere meeteenheden werd de poed afgeschaft door de Sovjet-Unie in 1924.
Een oud Russisch spreekwoord zegt: "Je zult nooit een man kennen, totdat je een poed zout met hem hebt gegeten".

## Vergelijking tussen een aantal oude Russische meeteenheden
- Dolja (доля) = 44.435 mg
- Zolotnik (золотник) = 96 dolja = 4.26575 g
- Lot (лот) = 3 zolotnik = 12.797 g
- Foent (фунт, "pond") = 32 lot = 409.5124 g
- Poed (пуд, pud) = 40 foent = 16.3805 kg
- Berkovets (берковец) = 10 poed = 163.805 kg